# Marially González Huertas
Marially González Huertas (Utuado, 16 de agosto de 1981)es una política puertorriqueña por el distrito senatorial de Ponce V. Es miembro del Partido Popular Democrático y vicepresidenta del Senado de Puerto Rico.

## Vida
Nació el 16 de agosto de 1981 en Utuado, Puerto Rico. Reside en el pueblo de Jayuya, donde se crio con sus padres, Hilda Huertas y Jorge González Otero, alcalde de Jayuya. González Huertas se graduó de la Escuela Superior Josefina León Zayas en Jayuya. Tiene un bachillerato en Ciencias Sociales con concentración en psicología de la Universidad de Puerto Rico, Recinto de Río Piedras y posteriormente se graduó del Programa de Doctorado en Psicología Escolar de la Universidad Interamericana de Puerto Rico.
Fue electa senadora por el Distrito senatorial de Ponce V en las elecciones de noviembre de 2020.

## Historial electoral
| Elección | Cargo                             | Partido | Partido | Votos  | %     | Posición | Resultado |
| -------- | --------------------------------- | ------- | ------- | ------ | ----- | -------- | --------- |
| 2020     | Senadora por el distrito de Ponce |         | PPD     | 60,162 | 20.30 | 1.ª      | Electa    |
| 2024     | Senadora por el distrito de Ponce |         | PPD     |        |       |          |           |